# Johanna Wolf
Johanna Wolf (Múnich, Alemania; 1 de junio de 1900 – 5 de junio de 1985) fue una de las secretarias (primera secretaria) del líder alemán Adolf Hitler, antes y durante la Segunda Guerra Mundial.

## Biografía
Johanna Wolf nació en la ciudad de Múnich en junio de 1900, estudió mecanografía y estenografía.
En 1929, se unió como miembro activo del NSDAP y fue seleccionada personalmente por Adolf Hitler para integrar su plantilla personal, convirtiéndose en persona de la más absoluta confianza y lealtad del líder alemán.
Una vez que Hitler fue nombrado canciller, en 1933, ella asumió la jefatura de la secretaría junto a Christa Schroeder. Usualmente Wolf compartía los almuerzos junto a Hitler y su círculo de confianza y parte de su trabajo lo realizaba en Berchtesgaden y donde estuviera presente el líder alemán.  Era invitada personal de Hitler en las reuniones sociales del Berghof junto a Christa Schroeder y Traudl Junge.
El 22 de abril de 1945, Wolf junto a Schroeder tuvieron la misión de destruir toda la documentación del archivo personal de Hitler en Berchtesgaden para luego ser detenida por las tropas americanas en Bad Tölz. 
Fue liberada en 1948 y a diferencia de Traudl Junge y Christa Schroeder evitó comentar, dar entrevistas o escribir acerca de sus vivencias con el líder alemán a pesar de millonarias ofertas que le hicieron demostrando una lealtad incorruptible hacía el Führer hasta el final de su vida mostrando diferencia de sus colegas. 
Ella solo expresó que le hubiera gustado morir al lado de Hitler en el Führerbunker y que el magnetismo del líder era de tal envergadura que avasalló a muchas personas de su círculo cercano.
Johanna Wolf falleció 4 días después de su cumpleaños N.º 85, el 5 de junio de 1985 en Múnich.